# Hydaticus batchianensis
Hydaticus batchianensis es una especie de escarabajo del género Hydaticus, familia Dytiscidae. Fue descrita científicamente por Sharp en 1882.
Habita en Australia y Asia meridional.